# کاروانسرای قلعه مدرسه
کاروانسرای قلعه مدرسه، مربوط به دوره ایلخانی است و در شهرستان لردگان و روستای قلعه مدرسه واقع شده است. این اثر در تاریخ ۱۱ مرداد ۱۳۸۴ با شمارهٔ ثبت ۱۲۴۱۸ به‌عنوان یکی از آثار ملی ایران به ثبت رسیده است.